# Penetrancia genética
La penetrancia genética es la proporción de una población que expresa el fenotipo entre todos los que presentan un genotipo de un alelo determinado. Cuando esta proporción es inferior al 100%, se considera que el genotipo tiene una penetrancia reducida o incompleta. Por ejemplo, la enfermedad de Huntington presenta una penetrancia del 95%, lo cual implica que solamente un 5% de las personas portadoras del genotipo asociado a la patología no desarrollan síntomas de la enfermedad. En ningún caso el término penetrancia hace referencia al grado de expresión del fenotipo, en cuyo caso se hablaría de expresividad, sino tan solo a la presencia o ausencia de un fenotipo determinado.

## Penetrancia en genes dominantes
La mayor parte de los genes que producen una predisposición heredada al cáncer son genes supresores de tumores. La transmisión de estos genes es autosómica dominante: basta con recibir un alelo mutado para heredar la predisposición a desarrollar el cáncer correspondiente. Como en el caso del retinoblastoma, en los individuos heterocigotos (con un gen mutado), una segunda mutación en un tejido somático es el factor desencadenante del desarrollo tumoral. Debido a que la mutación somática del segundo alelo que produce la pérdida de función ocurre con alta frecuencia, las familias que segregan un alelo mutado de un gen supresor de tumores presentan una herencia autosómica dominante de la predisposición al cáncer.  Dentro de este grupo tenemos por ejemplo RB1 (que predispone a la aparición de retinoblastoma), TP53 (Síndrome de Li Fraumeni), BRCA1 y BRCA2 (cáncer de mama y ovario), APC (cáncer de colon), etc.
La penetrancia se define para cada alelo de un gen. Por tanto, se corresponde con el porcentaje de veces que un alelo determinado de un gen produce el fenotipo con el que se le ha asociado. Se refiere a los alelos con transmisión dominante, en la que los heterocigotos (Dd) tienen un alelo normal (d) y uno mutado (D): en función de la penetrancia, expresarán la enfermedad o no. Por ejemplo, para los genes BRCA1 y BRCA2:
- en el caso de BRCA1, la penetrancia global de cáncer de mama, cáncer de ovario o ambos, es entre 50% y 80%; esto quiere decir que, de todos los individuos (en este caso, generalmente de sexo femenino) que han heredado un alelo de BRCA1 mutado (y por tanto son heterocigotos), entre el 50 y el 80% presentarán la enfermedad;
- en el caso de BRCA2, la penetrancia es menor: 40% para cáncer de mama y 10% para cáncer de ovario.[1]

Los individuos homocigotos para un alelo mutado de transmisión dominante (DD) no se ven casi nunca, porque las parejas que podrían producir homocigotos son raras: Dd x Dd, DD x Dd o bien DD x DD. Es decir, son parejas entre individuos afectados (normalmente enfermos) de la misma patología, lo que es infrecuente. Por ello los homocigotos DD no tienen en cuenta en la práctica clínica.

## Penetrancia en genes recesivos
Para una enfermedad recesiva de penetrancia incompleta no se tiene por qué manifestar la enfermedad a pesar de que el individuo es homocigoto recesivo. Si todos los homocigotos recesivos tienen la enfermedad la penetrancia es del 100%. Una penetrancia menor indica el porcentaje de homocigotos recesivos que manifiestan la enfermedad. La penetrancia es aplicable a enfermedades monogénicas, que a pesar de poseer un alelo no tiene por qué manifestarse fenotípicamente. Ejemplo: una enfermedad monogénica recesiva con penetrancia del 50% indica que el 50% de los individuos homocigotos recesivos manifiestan la enfermedad, mientras que el 50% restante a pesar de tener una mutación en ese gen no la manifiestan.
En el caso de los alelos con transmisión recesiva, los heterocigotos (Rr) tienen también un alelo normal (R) y uno mutado (r), pero no expresan la enfermedad, por lo que el concepto de penetrancia no se aplica. En cuanto a los homocigotos para el alelo mutado (rr), son también muy poco frecuentes, por razones similares a los homocigotos de alelos de transmisión dominante.
La penetrancia incompleta se debe a que el fenotipo asociado puede tener una causa multifactorial y por tanto, su expresión fenotípica puede verse inhibida por otros factores, ya sean ambientales o genéticos.

## Penetrancia variable
Hay casos en los que, dependiendo del punto de vista con que se aborde una enfermedad, la penetrancia puede variar.
Por ejemplo, en la hemocromatosis (caracterizada por una absorción excesiva de hierro en el intestino del individuo), si se considera este fenotipo desde un criterio biológico o bioquímico, la penetrancia es casi del 100% porque siempre va a producirse un incremento de hierro en sangre; sin embargo, si se aborda la hemocromatosis como enfermedad, se habla de una penetrancia del 2%, lo que significa que solamente 2 de cada 100 personas va a verse afectada negativamente por el aumento de los niveles de hierro en sangre.
Otro ejemplo de penetrancia variable sería el caso de la neoplasia múltiple endocrina, que afecta al páncreas y en el que la penetrancia varía con la edad. A los 10 años, por ejemplo, solo el 7% de la población que presenta la mutación asociada a la enfermedad desarrolla el fenotipo, mientras que a los 40 años, el porcentaje asciende a un 95%.